# Kelvin Yondani
Kelvin Patrick Yondani (Dar es Salaam, 9 ottobre 1984) è un calciatore tanzaniano, difensore dello Young Africans e della Nazionale tanzaniana.

## Caratteristiche tecniche
È un difensore centrale.

## Carriera

### Club
Nel 2012, dopo aver militato nel Simba, viene acquistato dallo Young Africans.

### Nazionale
Ha debuttato in Nazionale il 4 aprile 2008, nell'amichevole Yemen-Tanzania (2-1).

## Palmarès

### Club

#### Competizioni nazionali
- Campionato di calcio della Tanzania: 7

Simba: 2007, 2009-2010, 2011-2012
Young Africans: 2012-2013, 2014-2015, 2015-2016, 2016-2017
- Tanzania FA Cup: 1

Young Africans: 2015-2016